# Dominik Paś
Dominik Paś (ur. 21 września 1999 w Jastrzębiu-Zdroju) – polski hokeista, reprezentant Polski.

## Kariera
- JKH GKS / Zryw do lat 14 (2012/2013)
- JKH GKS Jastrzębie do lat 16 (2014/2015)
- JKH GKS Jastrzębie do lat 18 (2014/2015)
- JKH GKS Jastrzębie do lat 20 (2015)
- SMS PZHL Sosnowiec (2015-2016)
- JKH GKS Jastrzębie (2016/2017)
  -  SMS PZHL Katowice (2017/2018)
  -  PZHL Katowice do lat 23 (2018)
- AZ Heimstaden Havířov (2019/2021)
- JKH GKS Jastrzębie (2021-2024)
- GKS Tychy (2024-)

Wychowanek klubu JKH GKS Jastrzębie. Od sezonu 2016/2017 występował w zespole seniorskim tego klubu. Pod koniec czerwca 2021 ogłoszono, że związał się umowę na próbę ze słowackim klubem HK Dukla Michalovce. Na początku września 2021 poinformowano, że jego testy tamże nie zakończyły się podpisaniem umowy. W tym samym miesiącu został zaangażowany przez czeski 1.-ligowy klub AZ Heimstaden Havířov. W grudniu 2021 powrócił do JKH. Od czerwca 2024 zawodnik GKS Tychy.
W barwach reprezentacji Polski do lat 18 uczestniczył w turniejach mistrzostw świata juniorów do lat 18 edycji 2016 (Dywizja IIA), 2017 (Dywizja IB). W barwach reprezentacji Polski do lat 20 uczestniczył w turniejach mistrzostw świata juniorów do lat 20 edycji 2017, 2018, 2019 (Dywizja IB). Podjął występy w seniorskiej kadrze Polski. Uczestniczył w turnieju kwalifikacyjnym do Igrzysk Olimpijskich w Pekinie. Uczestniczył w turniejach mistrzostw świata edycji 2022 (Dywizja IB), 2023 (Dywizja IA), 2024 (Elita).

## Osiągnięcia
Reprezentacyjne

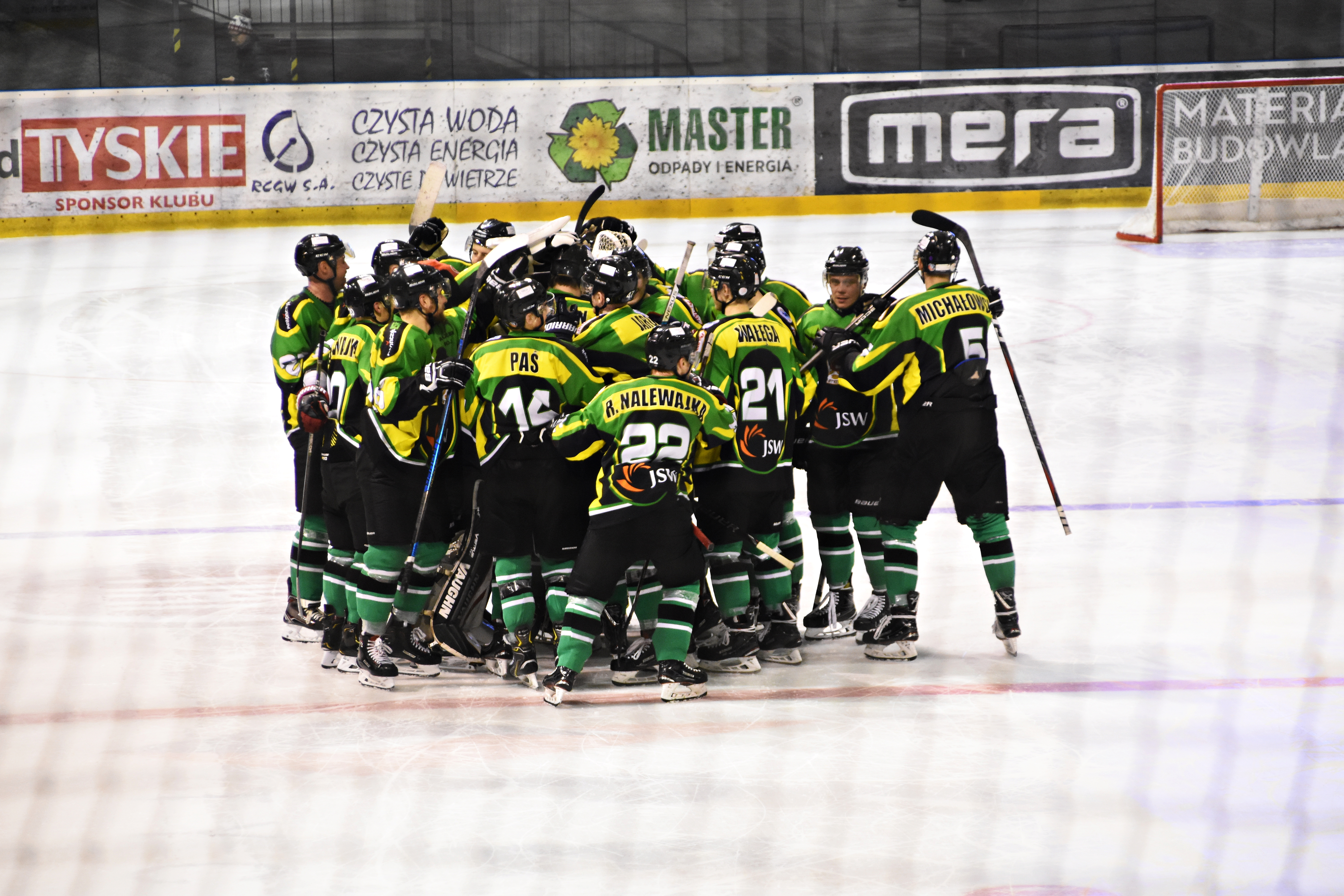
Domnik Paś (stoi tyłem pośrodku z numerem 14) z drużyną JKH po zdobyciu Pucharu Polski 2018

- Awans do mistrzostw świata juniorów do lat 18 Dywizji I Grupy B: 2016
- Awans do mistrzostw świata I Dywizji Grupy A: 2022
- Awans do mistrzostw świata Elity: 2023

Klubowe
- Brązowy medal mistrzostw Polski juniorów: 2017, 2019 z JKH GKS Jastrzębie do lat 20
- Srebrny medal mistrzostw Polski juniorów: 2018 z JKH GKS Jastrzębie do lat 20
- Puchar Polski: 2018, 2019, 2021 z JKH GKS Jastrzębie, 2024 z GKS Tychy
- Puchar Wyszehradzki: 2020 z JKH GKS Jastrzębie
- Brązowy medal mistrzostw Polski: 2020[6] z JKH GKS Jastrzębie
- Superpuchar Polski: 2020 z JKH GKS Jastrzębie
- Złoty medal mistrzostw Polski: 2021 z JKH GKS Jastrzębie, 2025 z GKS Tychy
- Finał Pucharu Polski: 2023 z JKH GKS Jastrzębie

Indywidualne
- Mistrzostwa świata do lat 18 w hokeju na lodzie mężczyzn 2016/II Dywizja#Grupa A:
  - Pierwsze miejsce w klasyfikacji strzelców turnieju: 10 goli[7]
  - Pierwsze miejsce w klasyfikacji kanadyjskiej turnieju: 12 punktów[8]
- Mistrzostwa świata do lat 18 w hokeju na lodzie mężczyzn 2017/I Dywizja#Grupa B:
  - Czwarte miejsce w klasyfikacji minut kar w turnieju: 18 minut[9] minut
- Mistrzostwa Świata Juniorów w Hokeju na Lodzie 2018/I Dywizja#Grupa B:
  - Czwarte miejsce w klasyfikacji asystentów turnieju: 6 asyst[10]
  - Szóste miejsce w klasyfikacji kanadyjskiej turnieju: 7 punktów[11]
- Mistrzostwa Świata Juniorów w Hokeju na Lodzie 2019/I Dywizja#Grupa B:
  - Piąte miejsce w klasyfikacji strzelców turnieju: 3 gole[12]
  - Czwarte miejsce w klasyfikacji asystentów turnieju: 4 asysty[13]
  - Czwarte miejsce w klasyfikacji kanadyjskiej turnieju: 7 punktów[14]